# Remy Zahiga
Remy Zahiga est un millitant écologiste de la république démocratique du Congo. Il est cofondateur de CongoEnviroVoice, une association pour la protection de l'environnement du Bassin du Congo.

## Biographie

### Enfance, formation et débuts
Remy Zahiga a grandi dans l'est de la République démocratique du Congo.
À 24 ans, il obtient son diplôme d'ingénieur en géologie. Puis une maîtrise en exploration minérale et géologie de l'Université de Kukavu (UOB).
Il devient un jeune militantisme climatique avec ses études sur les effets du changement climatique.

### Activisme
En tant que militant, il se donne pour objectif de sauver la forêt tropicale du Congo en travaillant avec Greenpeace Afrique,,,
.
En 2019, il met en place le mouvement  #SaveCongoRainForest (Sauvons la forêt congolaise) dont le combat est de lutter contre la destruction de la forêt équatoriale du Bassin du Congo en rassemblant des activistes en Afrique, en Europe, en Australie ainsi qu’en Amérique.
Plus tard, il cofonde « Congo Enviro Voice », à l’échelle de la RDC.